# La Perricholi

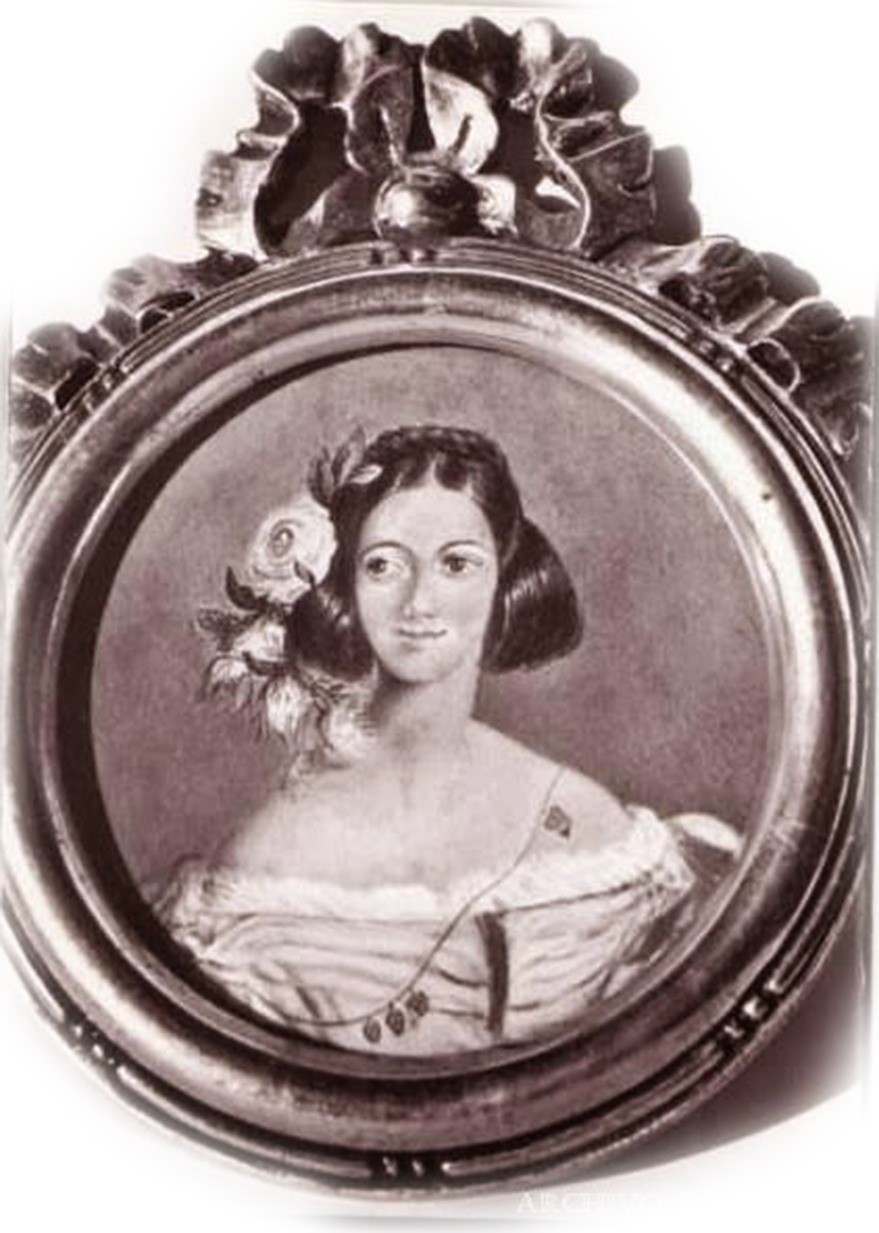
Angebliches Porträt von La Perricholi auf einem Medaillon

María Micaela Villegas y Hurtado de Mendoza, genannt La Perricholi (* 28. September 1748 in Tomayquichua oder in Lima, Peru; † 30. Mai 1819 ebenda) war eine Schauspielerin und als Mätresse des Vizekönigs Manuel de Amat y Juniet eine der bekanntesten Persönlichkeiten im Peru des 18. Jahrhunderts. Ihr Sohn Manuel de Amat y Villegas war einer der Unterzeichner der peruanischen Unabhängigkeitserklärung vom 28. Juli 1821.

## Leben
La Perricholi wurde in bescheidenen Verhältnissen als sechstes Kind von Don José Villegas und Doña Teresa Hurtado de Mendoza geboren. Sie lernte lesen und schreiben, begeisterte sich für Literatur und debütierte auf der Bühne des Coliseo de Comedias im Alter von 15 Jahren (1763). 14 Jahre lang war sie die offizielle Geliebte des Vizekönigs, dem sie 1769 den Sohn Manuel gebar. Ihr selbstbewusstes Auftreten an der Seite des Vizekönigs und ihr impulsiver Charakter machten sie in der Aristokratie unbeliebt, was sie speziell nach der Abberufung des Vizekönigs zu spüren bekam. Die Episode, wonach sie ihre goldene Karosse einem Armenpfarrer geschenkt haben soll, zeigt die spontan wohltätige Seite ihres Charakters. Obwohl sie als berühmte Schönheit galt, sind keinerlei Bildnisse von ihr bekannt. 1788 zog sie sich von der Bühne zurück, erwarb aber ein Theater, das Real Coliseo de la Comedia gemeinsam mit Vicente Fermín de Echarri, den sie 1795 heiratete. Ihr Sohn Manuel versuchte vergeblich, als einziger (allerdings außerehelicher) Sohn des Vizekönigs nach dessen Tod in Spanien sein Erbe anzutreten.
Das Schicksal der Perricholi diente 1830 als Basis für Prosper Mérimées komischen Einakter Le Carrosse du Saint-Sacrement, der wiederum als Vorlage für Jacques Offenbachs Operette La Périchole (1868) und Jean Renoirs Film Le Carrosse d’or (1953) mit Anna Magnani in der Hauptrolle diente. Auch in Thornton Wilders Roman The Bridge of San Luis Rey spielt die Perricholi eine wesentliche Rolle.
Verfilmungen von Wilders Roman gab es 1929, 1944 und 2008.